# Satulung
Satulung (in passato Hosufalău, in ungherese Kővárhosszúfalu, in tedesco Langendorf) è un comune della Romania di 5 690 abitanti, ubicato nel distretto di Maramureș, nella regione storica della Transilvania. 
Il comune è formato dall'unione di 7 villaggi: Arieșu de Pădure, Fersig, Finteușu Mic, Hideaga, Mogoșești, Pribilești, Satulung.
Nel villaggio di Pribilești si trova il Castello Teleki, costruito tra la fine del XVII ed i primi del XVII secolo; eletto come propria residenza dal nobile Geza Teleki, nel 1897 venne sopraelevato e completamente rimaneggiato.